# Китайско-мадагаскарские отношения
Китайско-мадагаскарские отношения — двусторонние дипломатические отношения между Китаем и Мадагаскаром. Государства являются полноправными членами Организации Объединённых Наций (ООН) и Всемирной торговой организации.

## История
Китай и Мадагаскар установили дипломатические отношения 6 ноября 1972 года. Страны подписали торговое соглашение в январе 1974 года; Соглашение о торговом, экономическом и техническом сотрудничестве в июне 1995 года; Соглашение о создании смешанной комиссии по экономическому и коммерческому сотрудничеству и Соглашение о двустороннем поощрении и защиты инвестиций в ноябре 2005 года.
В марте 2017 года Китай и Мадагаскар объявили об установлении всеобъемлющего партнерства по сотрудничеству, стороны подписали меморандум о взаимопонимании по совместному продвижению инициативы «Один пояс и один путь». Мадагаскар — одна из первых африканских стран, подписавших документ о сотрудничестве по этой инициативе с Китаем.
В январе 2019 года Хэ Вэй, специальный посланник председателя Китайской Народной Республики Си Цзиньпина и заместитель председателя Народного политического консультативного совета, посетил Мадагаскар и присутствовал на церемонии инаугурации новоизбранного президента Андри Радзуэлины. В ноябре 2019 года заместитель премьера Государственного совета Китайской Народной Республики Сунь Чуньлань посетила Мадагаскар, где провела переговоры с президентом Андри Радзуэлиной и премьер-министром Кристианом Нтсаем, а также посетила китайскую медицинскую миссию на Мадагаскар.

## Торговля
С 2015 года Китай является крупнейшим торговым партнером Мадагаскара и крупнейшим источником импорта. В 2018 году двусторонний товарооборот увеличился на 4,9 %, достигнув 977 миллионов долларов США, что составляет 14,1 % от общего объёма торговли Мадагаскара.

## Инвестиции
По данным министерство коммерции Китайской Народной Республики, прямые инвестиции Китая на Мадагаскар составили сумму 55,6 млн долларов США в 2018 году, а общий объём инвестиций достиг суммы 803 млн долларов США на конец 2018 года. Китайские предприятия на Мадагаскаре осуществляют деятельность в рамках корпоративной социальной ответственности, внося свой вклад в экономическое и социальное развитие страны и улучшая условия жизни людей.

## Сотрудничество в области развития
С момента установления дипломатических отношений в 1972 году Китай оказал помощь Мадагаскару в реализации ряда экономических и социальных проектов, включая восстановление автодороги (Мураманга — Андранунампанга), строительство начальной школы Китайско-африканской дружбы, строительство и техническая поддержка Дворца спорта и культуры, Международного конференц-центра в Ивато и больницы Аносиала.
В последние годы Китай продолжает поддерживать медицинскую миссию и технических экспертов на Мадагаскаре, углубляет сотрудничество в области развития людских ресурсов и реализовал ряд инфраструктурных и социальных проектов, таких как: скоростная автомагистраль между аэропортом Ивато и Boulevard de l’Europe, скоростная автомагистраль Царасаутра — Ивату, «Eggs Road», бурение скважин и т. д.. Помощь и сотрудничество способствовали социально-экономическому восстановлению Мадагаскара и принесли ощутимую пользу народу этой страны.
В начале 2019 года недавно вступивший в должность президент Андри Радзуэлина проинспектировал проект бурения 200 скважин на юге, и присутствовал на церемонии открытия проекта расширения и реконструкции скоростной автомагистрали, соединяющей порт Туамасина и автотрассу RN2, и проект восстановления автотрассы RN5A на севере.
С 2000 по 2011 год в различных СМИ было выявлено около 19 китайских официальных проектов финансирования развития на Мадагаскаре. Эти проекты варьируются от строительства новой гидроэлектростанции мощностью 40,5 МВт в бассейне реки Бецибука с помощью кредита Китайского экспортно-импортного банка до строительства международного конференц-центра в Антананариву.